# Jon Rønningen
Jon Rønningen (* 28. November 1962 in Oslo) ist ein ehemaliger norwegischer Ringer. Er war zweimaliger Olympiasieger sowie Welt- und Europameister im griechisch-römischen Stil im Fliegengewicht.

## Werdegang
Jon Rønningen stammt aus einer Ringerfamilie. Sein Vater war Ringer und Gewichtheber und sein jüngerer Bruder Lars Rønningen war ebenfalls Ringer und brachte es zum zweimaligen Europameister und Vize-Weltmeister. Zusammen mit diesem Bruder begann Jon als Jugendlicher 1976 mit dem Ringen. Er startete zunächst für den Oslo Bryteklubb (BK) und danach für Kolbotn Idrettslag (IL), einem großen norwegischen Sportklub. Er konzentrierte sich ganz auf den griechisch-römischen Stil und wurde hauptsächlich von Ronny Sidge und Zsygmond Dmowski trainiert. Jon Rønningen erlernte den Beruf eines Straßenbauers und ist bei der Stadt Oslo beschäftigt. Neben einem soliden technischen Können verdankt Jon Rønningen seine Erfolge vor allem seiner enormen Kraft. So soll er bei einem Körpergewicht von knapp 55 kg im Bankdrücken 165 kg gemeistert haben.
Die internationale Ringerlaufbahn den 1,57 Meter großen Athleten, der während seiner Karriere zunächst im Papiergewicht (Klasse bis 48 kg Körpergewicht), aber schon bald im Fliegengewicht (Klasse bis 52 kg Körpergewicht) rang, begann im Jahre 1980 bei der Junioren-Europameisterschaft (Juniors, war damals Altersgruppe bis zum 18. Lebensjahr) in Bursa im Papiergewicht. Er belegte dabei den 6. Platz. 1980 startete er auch schon bei der Europameisterschaft der Senioren in Prievidza, d. h., er wollte starten, musste aber schon vor seinem ersten Kampf wegen einer Verletzung aufgeben und landete deswegen auf dem 12. und letzten Platz seiner Gewichtsklasse. Für seine spätere Karriere war dieses Missgeschick aber kein böses Omen.
1981 nahm er bei der Europameisterschaft der Senioren in Göteborg teil im Papiergewicht teil. Er verlor dort gegen Vincenzo Maenza aus Italien und gegen Totju Andonow aus Bulgarien jeweils knapp nach Punkten und kam damit auf den 7. Platz. Bei der Weltmeisterschaft 1981 in Oslo musste er ebenfalls noch Lehrgeld bezahlen, denn er verlor gegen Roman Kierpacz aus Polen und Lajos Rácz aus Ungarn und kam nur auf den 9. Platz.
In den Jahren 1982 und 1983 startete er bei keiner Meisterschaft der Senioren, nahm aber an der Junioren-Weltmeisterschaft (Espoirs = bis zum 20. Lebensjahr) in Kristiansund, Norwegen, teil. Er belegte dort im Papiergewicht hinter Ilie Matei aus Rumänien und Iwan Samtajew aus der UdSSR den 3. Platz und gewann damit seine erste Medaille bei einer internationalen Meisterschaft.
1984 nahm Jon Rønningen an der Europameisterschaft in Jönköping teil und startete erstmals im Fliegengewicht. Er besiegte dort Anders Bükke aus Schweden, verlor aber gegen Minseit Tasetdinow aus der UdSSR und Welin Doganiski aus Bulgarien und erreicht in seiner Gewichtsklasse den 7. Platz. Im gleichen Jahr nahm er in Los Angeles auch erstmals an Olympischen Spielen teil. Dabei besiegte er im Fliegengewicht erneut Anders Bükke (12:0 techn. Punkte), verlor gegen Mihai Cișmaș aus Rumänien (3:5 techn. Punkte) und gegen Atsuji Miyahara aus Japan, der Olympiasieger wurde und dem er einen großen Kampf lieferte und nur knapp mit 10:12 techn. Punkten verlor. Im Kampf um den 5. Platz besiegte er Taisto Halonen aus Finnland, den er binnen 2 Minuten und 24 Sekunden mit 14:0 techn. Punkten von der Matte fegte.
Im Jahre 1985 erzielte Jon Rønningen dann seinen ersten großen Sieg. Er wurde im heimischen Kolbotn Weltmeister im Fliegengewicht. Im Finale besiegte er dabei Minseit Tasetdinow und nahm damit erfolgreich Revanche für die Niederlage bei der Europameisterschaft 1984. Auf dem Weg zu diesem Erfolg besiegte er u. a. auch Bernd Scherer aus der Bundesrepublik Deutschland. In seinem Heimatland wurde Rønningen daraufhin mit der Morgenbladet-Goldmedaille geehrt.
Auch 1986 war er sehr erfolgreich, wenn er auch keinen internationalen Meistertitel gewann. Er wurde bei der Europameisterschaft in Athen Dritter. Dabei verlor er im Poolfinale gegen Sergei Djudjajew aus der Sowjetunion und besiegte im Kampf um die EM-Bronzemedaille Stanislaw Wroblewski aus Polen mit 8:4 techn. Punkten. Bei der Weltmeisterschaft des gleichen Jahres in Budapest erreichte er den Endkampf, in dem er aber wieder gegen Sergei Djudjajew verlor und damit Vize-Weltmeister wurde.
1987 war Jon Rønningen nur bei der Weltmeisterschaft in Clermont-Ferrand am Start, kam dort aber im Fliegengewicht nur auf den 7. Platz. Von dieser Meisterschaft sind keine Einzelergebnisse bekannt. Im Olympiajahr 1988 fand die Europameisterschaft wieder in Kolbotn statt. Jon Rønningen kämpfte sich dort im Fliegengewicht wieder bis in das Finale vor, in dem er aber gegen Alexander Ignatenko aus der UdSSR mit 0:3 technischen Punkten unterlag. Bei den Olympischen Spielen 1988 in Seoul stellte sich Jon Rønningen in hervorragender Form vor und besiegte nacheinander Shawn Sheldon aus den Vereinigten Staaten, Roman Kierpacz aus Polen, gegen den er nur knapp mit 6:5 techn. Punkten gewann, Csaba Vadász aus Ungarn, Lee Jae-suk aus Südkorea und im Finale Atsuji Miyahara aus Japan, den Olympiasieger von 1984, den er sicher mit 12:7 techn. Punkten schlug. Europameister Alexander Ignatenko war im Poolfinale von Miyahara besiegt worden. Jon Rønningen war damit der erste Norweger, der in der Geschichte der Olympischen Spiele eine Goldmedaille gewann. Für diesen Erfolg wurde Jon Rønningen von den norwegischen Sportjournalisten zum Sportler des Jahres 1988 in Norwegen gewählt und gewann den Fearnleys olympiske ærespris.
In den folgenden Jahren startete Jon Rønningen pro Jahr meist nur mehr bei einer der großen internationalen Meisterschaften. So hielt er es schon 1989, wo er nur bei der Weltmeisterschaft in Martigny am Start war, dort aber enttäuschte und nur den 7. Platz im Fliegengewicht belegte. Im Kampf um diesen Platz schlug er den Nordkoreaner Bak Bam Su.
1990 startete er nur bei der Europameisterschaft in Posen. Er war dort wieder erfolgreicher und holte sich im Fliegengewicht mit einem Sieg im Finale über Oleg Kutscherenko aus der UdSSR erstmals auch den Europameistertitel. 1991 nahm er an der Weltmeisterschaft in Warna teil und unterlag dort im Poolfinale dem Kubaner Raúl Martínez Alemán. Im Kampf um den 3. Platz besiegte er Valentin Rebegea aus Rumänien.
Im Olympiajahr 1992 nahm er auch an der Europameisterschaft in Kopenhagen teil, kam dort im Fliegengewicht aber nur auf den 9. Platz. Leider ist nirgends dokumentiert, gegen wen er schon so früh ausschied. Nichtsdestotrotz ging er bei den Olympischen Spielen 1992 in Barcelona wieder bestens vorbereitet an den Start. Er besiegte dort im Fliegengewicht Ramon Mena, Panama (17:0 techn. Punkte), den mehrfachen Weltmeister im Papiergewicht Bratan Zenow, Bulgarien (5:3 techn. Punkte), Senad Rizvanović, Jugoslawien (11:0 techn.  Punkte) und den damals noch für die UdSSR startenden Alfred Ter-Mkrtchyan mit 2:1 Punkten. In diesem Finalkampf stand es dabei bei einer damaligen Kampfzeit von 5 Minuten bis 2 Sekunden vor Schluss 1:0 für Ter-Mkrtchyan. Dann gelang Jon Rønningen am Mattenrand eine Zweierwertung, mit der er diesen Kampf buchstäblich in letzter Sekunde mit 2:1 technischen Punkten gewann und zum zweiten Mal Olympiasieger wurde. Er war damit erst der dritte Norweger, der zwei Goldmedaillen in Einzelwettbewerben gewann.
Im Jahre 1993 pausierte Jon Rønningen bei den internationalen Meisterschaften. Er erschien 1994 bei der Weltmeisterschaft in Tampere, schied dort aber im Fliegengewicht schon früh aus und belegte nur den 17. Platz. Verheißungsvoll begann er bei der Weltmeisterschaft 1995 in Prag, denn er besiegte dort in seinem zweiten Kampf Alfred Ter-Mkrtchyan, der 1994, für Deutschland startend, Weltmeister geworden, war, mit 3:1 techn. Punkten. Anschließend verlor er aber gegen Armen Nasarjan aus Armenien (6:10 techn. Punkte) und gegen Zigmond Jansons aus Lettland (3:4 techn. Punkte) und musste ausscheiden. Er belegte schließlich den 11. Platz.
1996 war Jon Rønningen wieder in besserer Verfassung. Das zeigte sich schon bei der Europameisterschaft in Budapest, wo er das Poolfinale erreicht, in dem er gegen Andrij Kalaschnykow aus der Ukraine verlor. Den Kampf um die EM-Bronzemedaille verlor er gegen Alfred Ter-Mkrtchyan mit 0:4 techn. Punkten. Auf die Olympischen Spiele dieses Jahres in Atlanta, den vierten, an denen er teilnahm, bereitete er sich noch einmal intensiv vor. Er verlor dort aber trotzdem gegen Lázaro Rivas aus Kuba (0:5 techn. Punkte) und gegen Alfred Ter-Mkrtchyan (0:9 techn. Punkte), womit er ausschied und nur den 17. Platz erreichte. In einem Interview, das er im Jahre 2007 einer norwegischen Zeitung gab, meinte er, er hatte vor diesen Olympischen Spielen härter trainiert als vor den Spielen 1988 und 1992. Wahrscheinlich sei er übertrainiert gewesen, womit ihm 1996 die nötige Frische und Explosivität gefehlt habe.
Jon Rønningen trat nach diesen Olympischen Spielen zurück. Er betätigte sich danach als Jugendtrainer und war in den Jahren 2000 bis 2002 norwegischer Nationaltrainer für die Ringer im griechisch-römischen Stil. Seit 2003 betätigt er sich nur mehr ehrenamtlich als Trainer im Jugendbereich seines Vereins. Für seine Verdienste um den Ringersport wurde er im September 2009 in die FILA International Wrestling Hall of Fame aufgenommen.
Jon Rønningen hat zwei Söhne (Zwillinge) Thomas und Anders, die ebenfalls Ringer geworden sind und beide auch norwegische Meisterschaften gewonnen haben, an die internationalen Erfolge ihres Vaters bisher aber nicht anknüpfen konnten. Thomas und Anders Rønningen sind auch in den deutschen Ringerkreisen gut bekannt, weil sie in der deutschen Bundesliga schon für den SC Anger und den 1. Luckenwalder SC an den Start gingen bzw. gehen.

## Internationale Erfolge
| Jahr | Platz | Wettbewerb                                                 | Gewichtsklasse | |
| 1980 | 6.    | Junioren-EM (Juniors) in Bursa                             | Papier         | Sieger: Ilham Umajew, UdSSR vor Atanas Jentschew, Bulgarien u. Vincenzo Maenza, Italien                                                     |
| 1980 | 12.   | EM in Prievidza                                            | Papier         | Aufgabe wegen Verletzung vor seinem ersten Kampf                                                                                            |
| 1981 | 2.    | Turnier in Västerås                                        | Papier         | hinter Ilham Umajew, vor Ferenc Seres, Ungarn                                                                                               |
| 1981 | 3.    | Klippan-Turnier                                            | Papier         | hinter Bojko, UdSSR u. Totju Andonow, Bulgarien                                                                                             |
| 1981 | 7.    | EM in Göteborg                                             | Papier         | nach Punktniederlagen gegen Vincenzo Maenza und Totju Andonow                                                                               |
| 1981 | 9.    | WM in Oslo                                                 | Fliegen        | nach Niederlagen gegen Roman Kierpacz, Polen und Lajos Racz, Ungarn                                                                         |
| 1983 | 2.    | Turnier in Västerås                                        | Fliegen        | hinter Doe Do-bank, Südkorea |
| 1983 | 3.    | Junioren-WM (Espoirs) in Kristiansund, Norwegen            | Papier         | hinter Ilie Muti, Rumänien und Iwan Samtajew, UdSSR, vor Ortze Ortzew, Bulgarien u. Shawn Sheldon, USA                                      |
| 1984 | 7.    | EM in Jönköping                                            | Fliegen        | mit Sieg über Anders Bükk, Schweden und Niederlagen gegen Minseit Tasetdinow, UdSSR und Welin Doganiski, Bulgarien                          |
| 1984 | 5.    | OS in Los Angeles                                          | Fliegen        | mit Sieg über Anders Bükk, Niederlagen gegen Mihai Cișmaș, Rumänien und Atsuji Miyahara, Japan und einem Sieg über Taisto Halonen, Finnland |
| 1985 | 7.    | EM in Leipzig                                              | Fliegen        | Sieger: Roman Kierpacz vor Minseit Tasetdinow und Walentin Krumow, Bulgarien                                                                |
| 1985 | 1.    | WM in Kolbotn                                              | Fliegen        | vor Minseit Tasetdinow, Mihai Cișmaș, Atsuji Miyahara und Roman Kierpacz                                                                    |
| 1986 | 3.    | EM in Athen                                                | Fliegen        | hinter Sergei Djudjajew, UdSSR u. Mihai Cișmaș, vor Stanislaw Wroblewski, Polen und Serge Robert, Frankreich                                |
| 1986 | 2.    | WM in Budapest                                             | Fliegen        | hinter Sergei Djudjajew, vor Atsuji Miyahara, Walentin Krumow und Tibor Jankovics, CSSR                                                     |
| 1987 | 7.    | WM in Clermont-Ferrand                                     | Fliegen        | Sieger: Pedro Roque Favier, Kuba vor Roman Kierpacz und Alexander Ignatenko, UdSSR                                                          |
| 1987 | 2.    | Welt-Cup in Albany/USA                                     | Fliegen        | hinter Alexander Ignatenko, vor Pedro Roque Favier                                                                                          |
| 1988 | 2.    | EM in Kolbotn                                              | Fliegen        | hinter Alexander Ignatenko, vor Walentin Krumow, Mihai Cișmaș und Peter Stjernberg, Schweden                                                |
| 1988 | Gold  | OS in Seoul                                                | Fliegen        | mit Siegen über Shawn Sheldon, Roman Kierpacz, Csaba Vadász, Ungarn, Lee Jae-suk, Südkorea und Atsuji Miyahara                              |
| 1989 | 7.    | WM in Martigny                                             | Fliegen        | Sieger: Alexander Ignatenko vor Remzi Öztürk, Türkei und An Han-bong, Südkorea                                                              |
| 1990 | 1.    | Großer Preis der Bundesrepublik Deutschland in Saarbrücken | Fliegen        | vor Alfred Ter-Mkrtchyan und Samwel Danieljan, beide UdSSR und Senad Rizvanović, Jugoslawien                                                |
| 1990 | 1.    | „Peer-Gynt“-Cup in Kolbotn                                 | Fliegen        | vor An Han-bong und Min Kyung-gab, bde. Südkorea                                                                                            |
| 1990 | 1.    | EM in Posen                                                | Fliegen        | vor Oleg Kutscherenko, UdSSR, Walentin Krumow und Csaba Vadász                                                                              |
| 1991 | 3.    | WM in Warna                                                | Fliegen        | hinter Raúl Martínez Alemán, Kuba u. Shawn Sheldon, vor Valentin Rebegea, Rumänien, Oleg Kutscherenko u. Bratan Zenow                       |
| 1992 | 3.    | Großer Preis von Deutschland in Kelheim                    | Fliegen        | hinter Alfred Ter-Mkrtchyan, GUS, und Olaf Brandt, Deutschland, vor Serge Robert                                                            |
| 1992 | 9.    | EM in Kopenhagen                                           | Fliegen        | Sieger: Alfred Ter-Mkrtchyan, GUS vor Bratan Zenow und Remzi Öztürk                                                                         |
| 1992 | Gold  | OS in Barcelona                                            | Fliegen        | mit Siegen über Ramon Mena, Panama, Shawn Sheldon, Bratan Zenow, Senad Rizvanović und Alfred Ter-Mkrtchyan                                  |
| 1993 | 3.    | Turnier in Paris                                           | Bantam         | hinter Hakimow, Ukraine und Gadjiew, Russland                                                                                               |
| 1994 | 17.   | WM in Tampere                                              | Fliegen        | Sieger: Alfred Ter-Mkrtchyan, Deutschland vor Natig Aiwasow, Aserbaidschan und Andrij Kalaschnykow, Ukraine                                 |
| 1995 | 11.   | WM in Prag                                                 | Fliegen        | Sieger: Samwel Danieljan, Russland vor Armen Nasarjan, Armenien und Alfred Ter-Mkrtchyan                                                    |
| 1996 | 1.    | Großer Preis von Norwegen in Porsgonn                      | Fliegen        | vor Dariusz Jabłoński, Polen, Ibad Achmedow, Belarus und Brandon Paulson, USA                                                               |
| 1996 | 4.    | EM in Budapest                                             | Fliegen        | hinter Andrij Kalaschnykow, Armen Nasarjan und Alfred Ter-Mkrtchyan, vor Dariusz Jabłoński                                                  |
| 1996 | 17.   | OS in Atlanta                                              | Fliegen        | nach Niederlagen gegen Lázaro Rivas, Kuba und Alfred Ter-Mkrtchyan                                                                          |

## Erläuterungen
- alle Wettkämpfe im griechisch-römischen Stil
- OS = Olympische Spiele, WM = Weltmeisterschaft, EM = Europameisterschaft
- Papiergewicht, damals bis 48 kg, Fliegengewicht, damals bis 52 kg und Bantamgewicht, damals bis 57 kg Körpergewicht